# Cuisine picarde
La cuisine picarde se caractérise par l'emploi de produits des différents terroirs qui composent la Picardie dans les départements de l'Aisne, de l'Oise et de la Somme. 

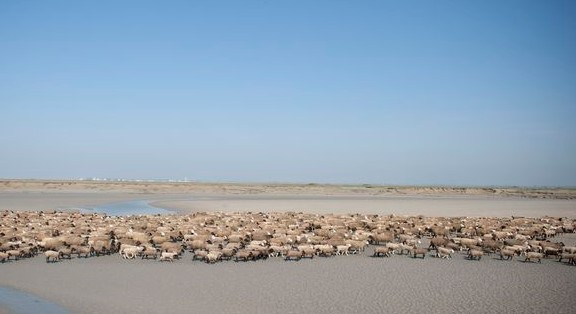
Moutons dans la baie de Somme.

## Produits picards

### Viandes
- Agneau de prés salés de la baie de Somme (appellation d'origine protégée)
- Angus « Rubis de l’Authie » à Humbercourt
- Porc d'antan

### Produits de la mer

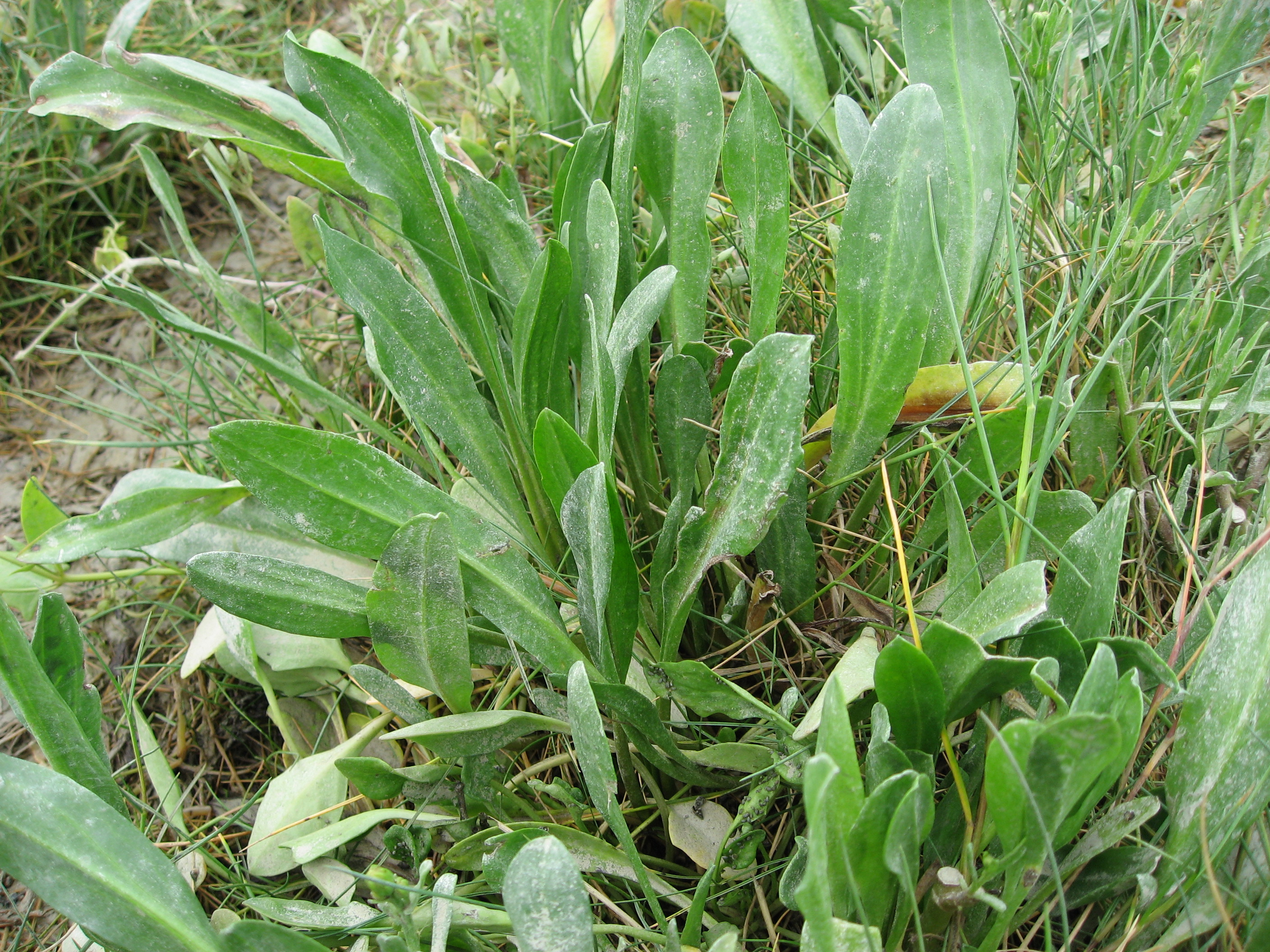
Oreilles de cochon de la Baie de Somme.

- Cabillaud,
- Flet,
- Hareng,
- Limande,
- Merlan,
- Truite de mer
- Coque ou hénon,
- Crevette grise,
- Moules de bouchot,
- Oreille de cochon,
- Salicorne

### Poissons d'eau douce
- Anguille de la Somme
- Brochet
- Sandre
- Carpe
- Silure
- Truite fario

### Légumes
- Artichaut Gros vert de Laon
- Carotte de Saint-Valery
- Haricot de Soissons
- Oignon rouge d'Abbeville

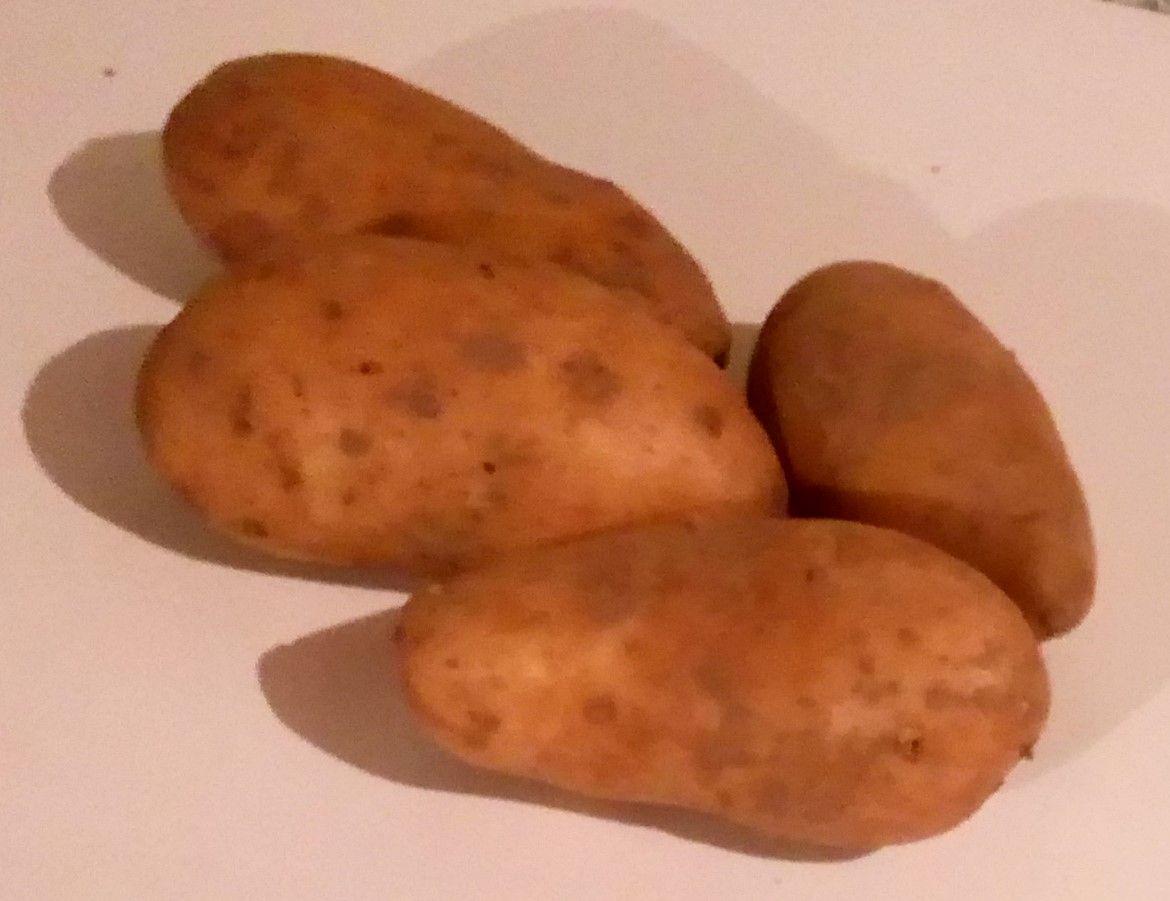
Pomme de terre « Pompadour ».

- Pomme de terre « Pompadour »  (Label rouge)
- Pomme de terre « Juliette des Sables »
- Pomme de terre ratte du Santerre
- Pomme de terre « Vitelotte bleue du Santerre »

### Condiments et épices
- Herbes séchées de la baie de Somme
- Huile de cameline d'Hallencourt
- Safran
- Vinaigre de cidre au safran
- Vinaigre à l'absinthe de la baie de Somme
- Moutardes de Picardie
- Confit d’oignons

### Fruits
- Fruits rouges Noyonnais

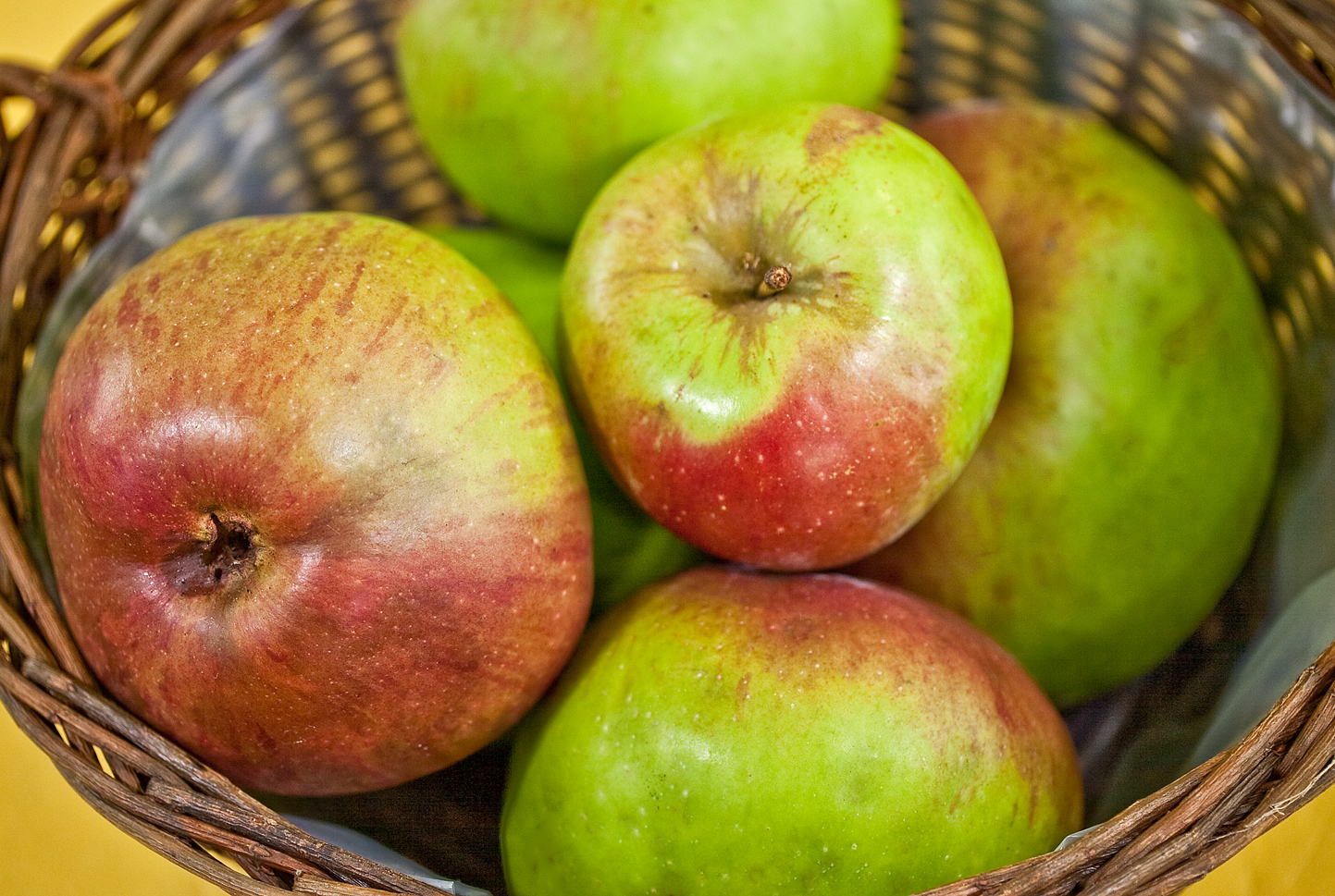
Rambour d'hiver.

- Poire « duchesse de Mouchy » de Breteuil-sur-Noye
- Pomme « Belle de Pissy »
- Pomme « colapuy » du Noyonnais
- Pomme « tête de chat » du Vimeu
- Pomme « Rambour d'été » de Rambures dans le Vimeu
- Pomme « Rambour d'hiver » de Rambures dans le Vimeu
- Pomme « reinette fardel » de l'Amiénois
- Pomme « Jacques Lebel » de l'Amiénois
- Pomme « Luc » du Beauvaisis
- Pomme « Bailleul » du pays de Bray picard
- Pomme « écarlate » du pays de Bray picard
- Pomme « reinette clermontoise (Faux Canada) » de la région de Clermont
- Pomme « reinette Jules Labitte » de la région de Clermont
- Pomme « Durette salée » de la région de Clermont
- Pomme « Lanscailler » de la Thiérache et du Laonnois
- Pomme « Baguette »  de la Thiérache et du Laonnois
- Pomme « Sang-de-bœuf »  de la Thiérache et du Laonnois
- Pomme « reinette de France »  de la Thiérache et du Laonnois

## Spécialités culinaires

### Boissons

#### Apéritifs
- Apéritif de Picardie verte
- Claret

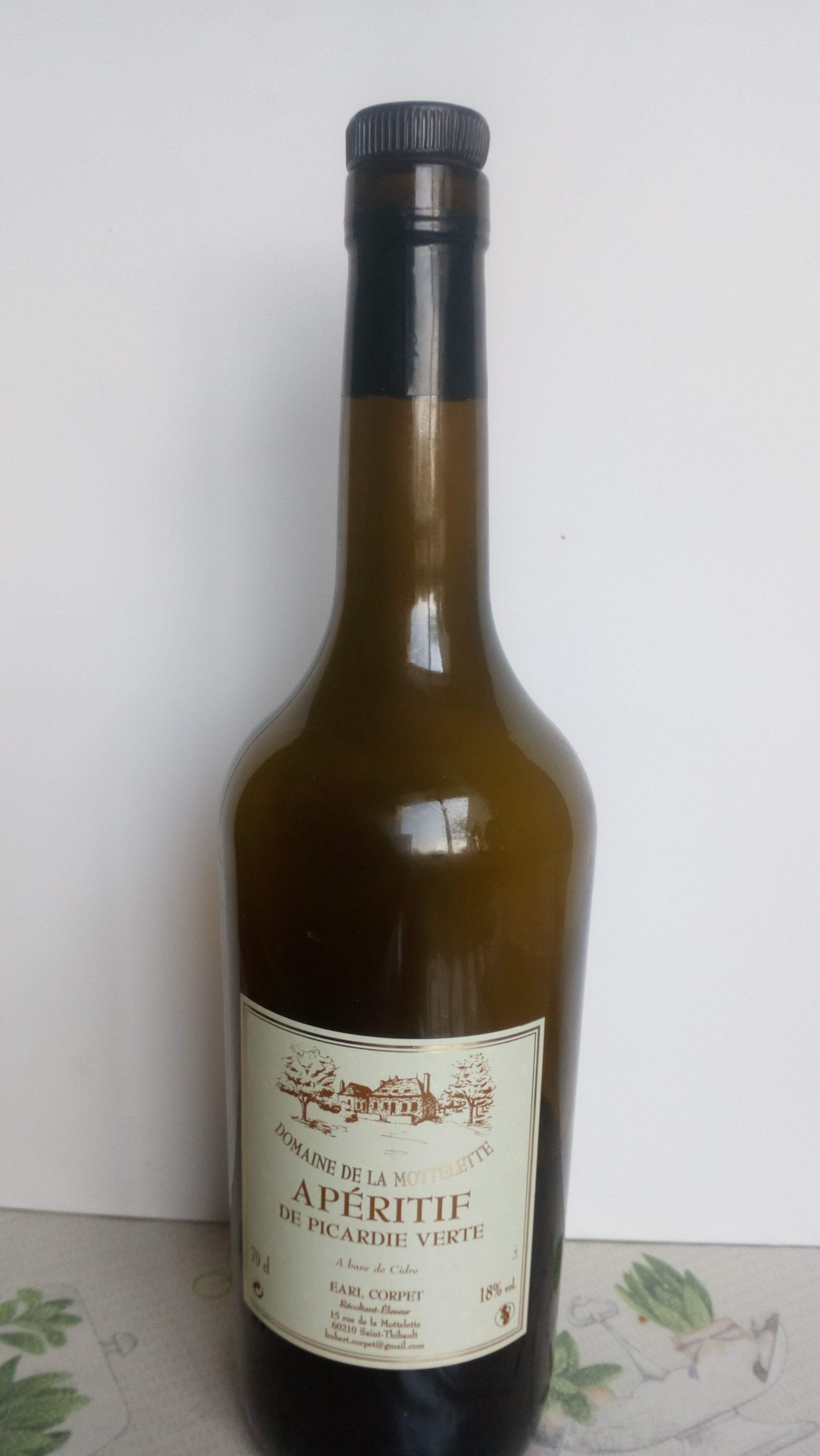
Apéritif de Picardie verte.

- « La Folie douce », à base de fruits rouges (Le Nouvion-en-Thiérache)
- Hypocras à la framboise
- Moretum
- Poirette de Picardie
- Hydromel moelleux
- Reinette de Picardie
- Volupté de Rhubarbe

#### Eau-de-vie
- Eau-de-vie de cidre
- Gin et whisky de la distillerie d’Hautefeuille à Beaucourt-en-Santerre

#### Vin
- Champagne de Picardie de la vallée de la Marne du département de l'Aisne : 10 % de la production de champagne.
- Vin blanc (cépage chardonnay) et vin rouge (cépage pinot noir) de Terramesnil

#### Cidre
- Cidre du pays de Bray picard
- Cidre du Vimeu

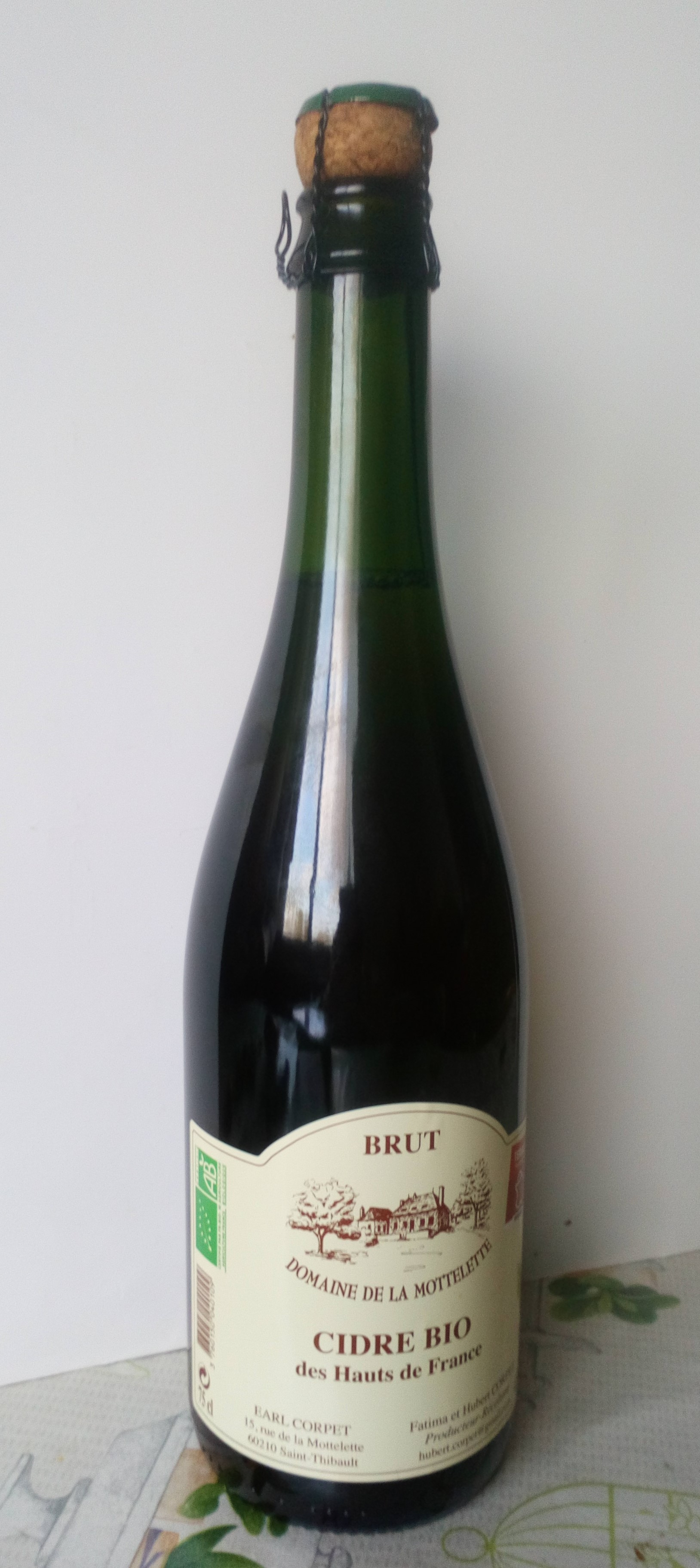
Cidre de Saint-Thibault.

- Cidre de Thiérache (Rozoy-sur-Serre)
- Cidre du Laonnois
- Cidre fermier de Bayonvillers
- Cidre de Bergicourt
- Cidre de Bonneuil-les-Eaux
- Cidre fermier de Buigny-lès-Gamaches
- Cidre fermier de Démuin
- Cidre de Milly-sur-Thérain , cidre rosé
- Cidre de Moliens
- Cidre fermier de Saint-Gratien
- Cidre de Saint-Thibault
- Poiré de Milly-sur-Thérain

#### Bière
- Brasserie artisanale Picardenne à Corbie
  - Bière Mascotte blanche
  - Bière Mascotte blonde
  - Bière Mascotte double
  - Bière Mascotte noire
  - Bière Mascotte triple
  - Bière Mascotte ambrée
  - Bière Mascotte hiver
  - Bière « Caroline » blonde et ambrée
- Brasserie artisanale De Clerck à Péronne

- - Bière Colvert
  - Bière Belle Siska
  - Bière Blanche de Péronne
  - Bière La Fanette
  - Bière Mémorial
  - Bière Poppy
  - Bière Saint-Fursy
  - Bière Hop session

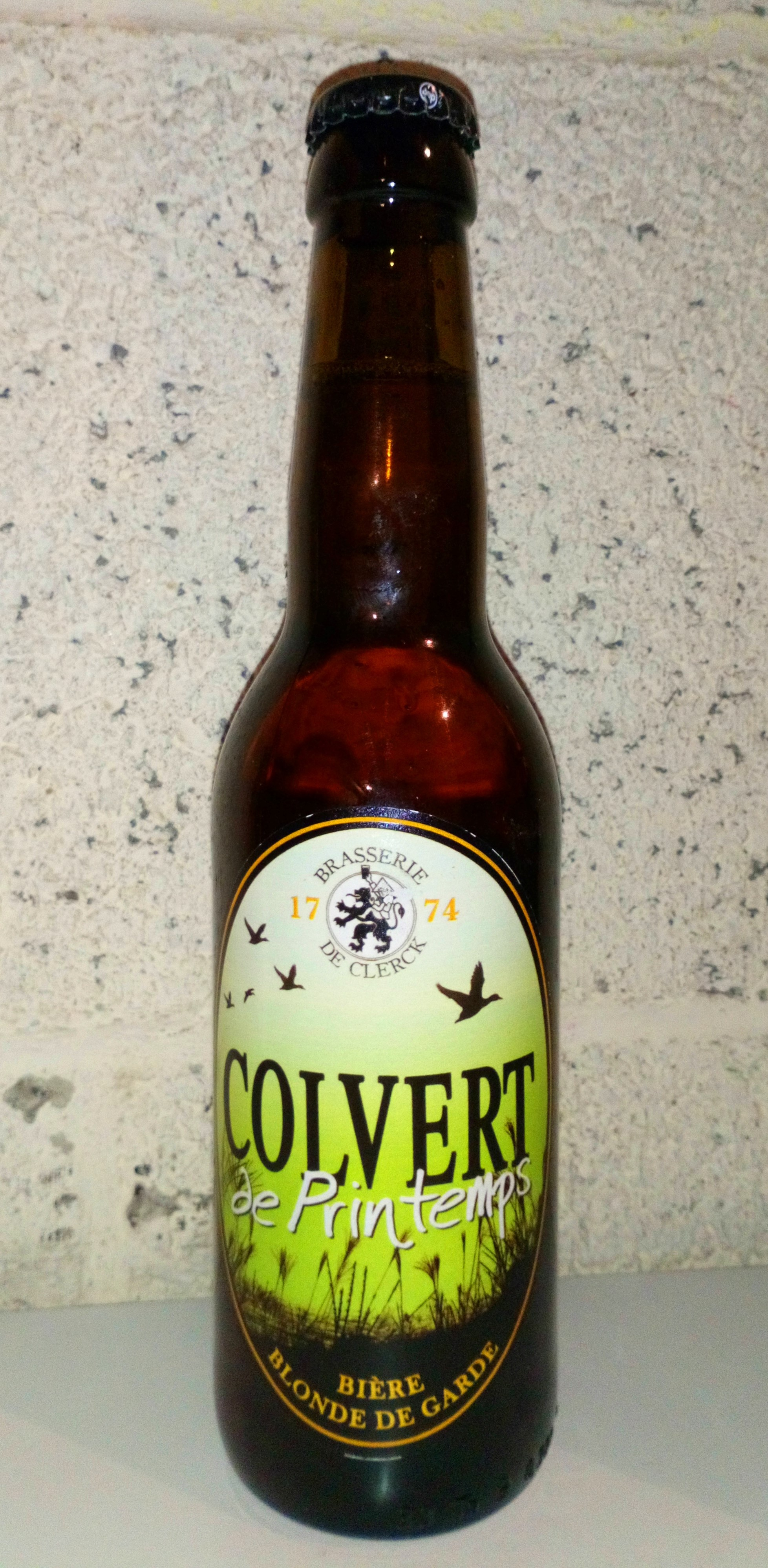
Bière "Colvert de printemps".

- Brasserie de la Somme à Domart-en-Ponthieu
  - Bière brune Ch'l'agache
  - Bière blonde Domartoise
  - Cervoise blonde
  - Bière blonde Ma bonne étoile

- - Bière blonde Tulippe
  - Bière brune Margaux

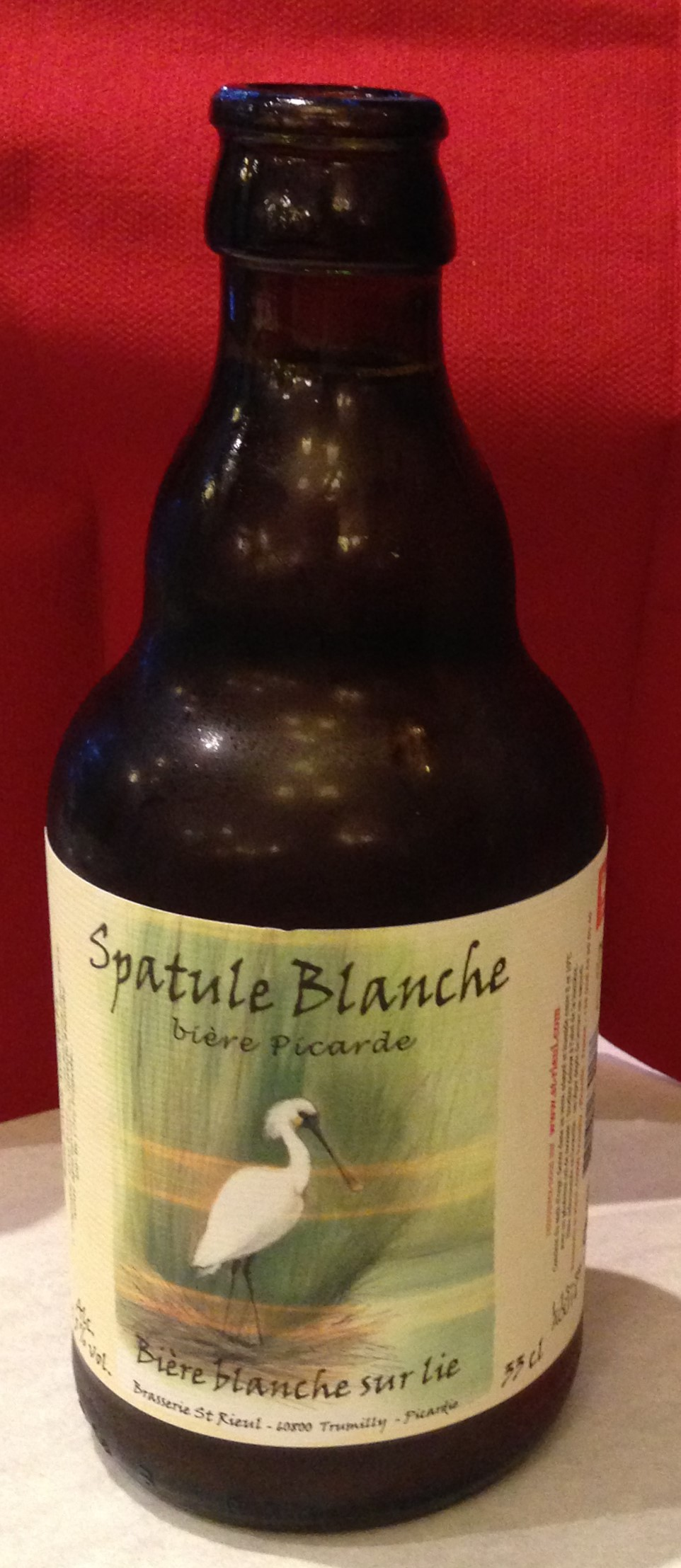
Bière "Spatule blanche" (Brasserie Saint-Rieul).

  - Bière rubis La Princesse des Marais
  - Blonde en Somme
- Brasserie à la Noye à Quiry-le-Sec
  - L’avale Quiry (bière blonde) 
  - Gingembre idéal (bière ambrée) 
  - La Pale amère à boire (bière blonde) 
  - S’tout une histoire (bière noire) 
  - Quiry Christmas (bière ambrée)
- Brasserie Rollus à Louvrechy
- Petite Brasserie picarde à Grandfresnoy
  - Bronzett (bière blanche) 
  - Escapade (bière blonde) 
  - Festus (bière ambrée)
  - Kovsh (bière brune)
  - Noctimbul (bière brune)
  - Pinte Douce (bière blonde)
  - Raza (bière ambrée)
  - Razagnac (bière ambrée)
  - Razasky (bière ambrée)
  - Tentatrice (bière blonde)
  - Vent du Nord (bière blonde)
- Brasserie Saint-Médard à Compiègne
- Bière rousse Saint-Rieul à Trumilly
  - Bière blonde
  - Bière blanche
  - Bière brune
  - Bière triple
  - Bière I.P.A.
  - Bière Silvanecte
  - Bière estivale
  - Bière d'hiver
  - Bière de printemps
- Bières Gustave à Verneuil-en-Halatte
  - Bière ambrée
  - Bière blanche
  - Bière blonde
  - Bière IPA
  - Bière Stout
  - Bière Triple
- Brasserie Les Trois Loups à Trelou-sur-Marne

### Mets
- Andouillettes amiénoises
- Beignet d'Amiens
- Bisteux
- Caghuse
- Ficelle picarde
- Flamiche aux poireaux
- Gratin picard
- Lapin au cidre

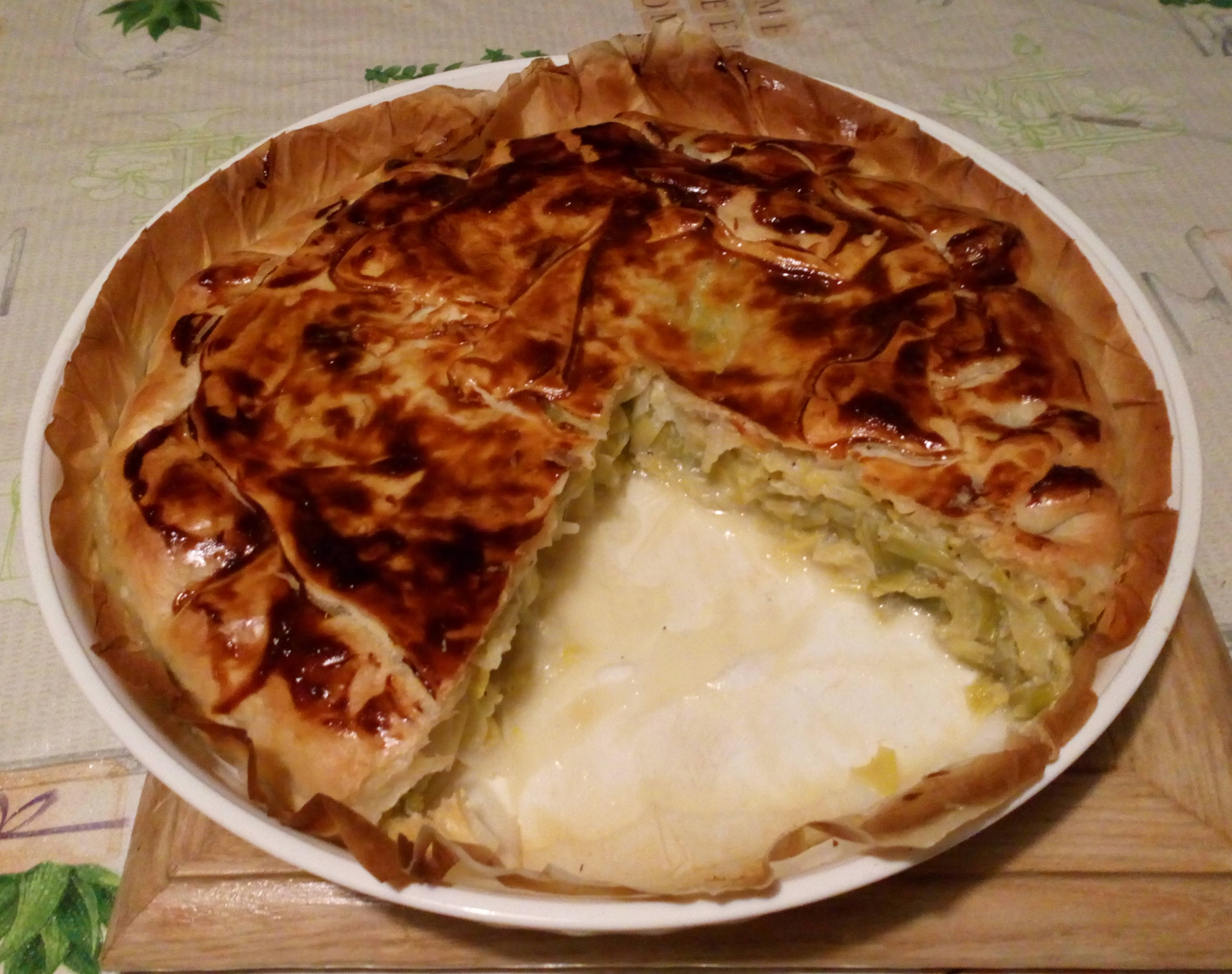
Flamiche aux poireaux.

- Noix du Beauvaisis (pâté de jambon persillé en gelée)
- Pâté de canard d'Amiens
- Rissoles de Coucy
- Soupe des hortillons

### Fromages

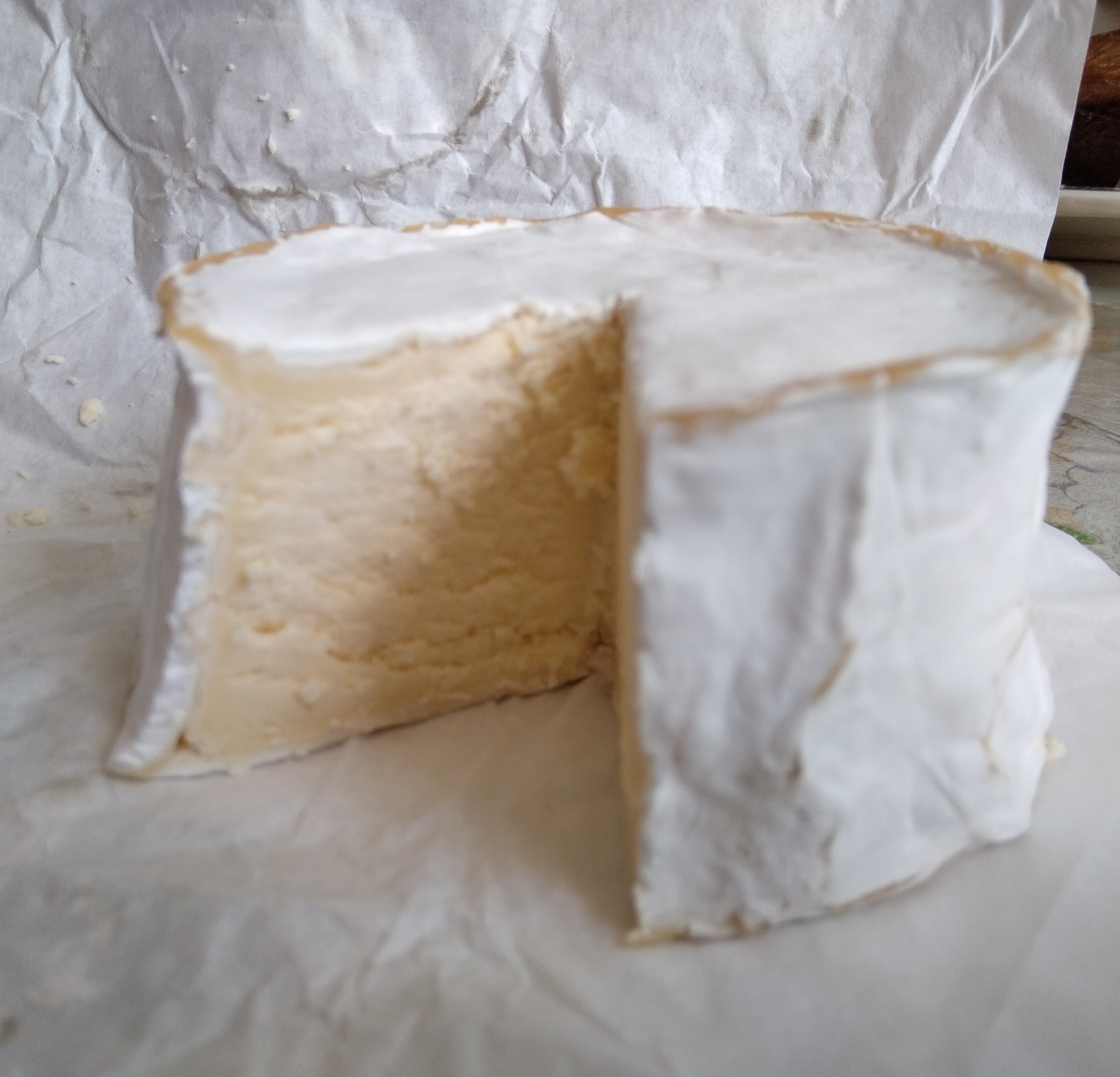
Bray picard.

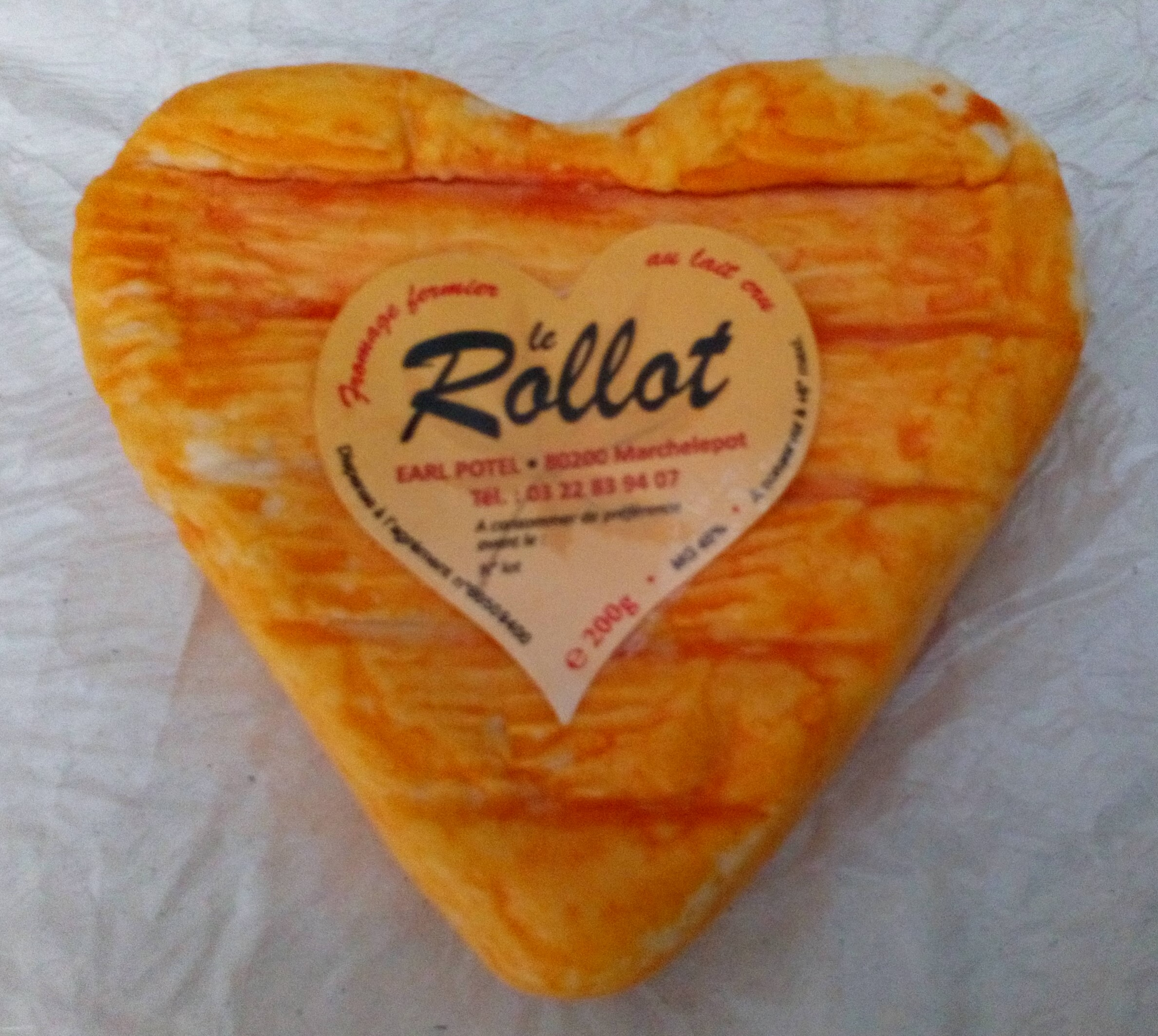
Rollot.

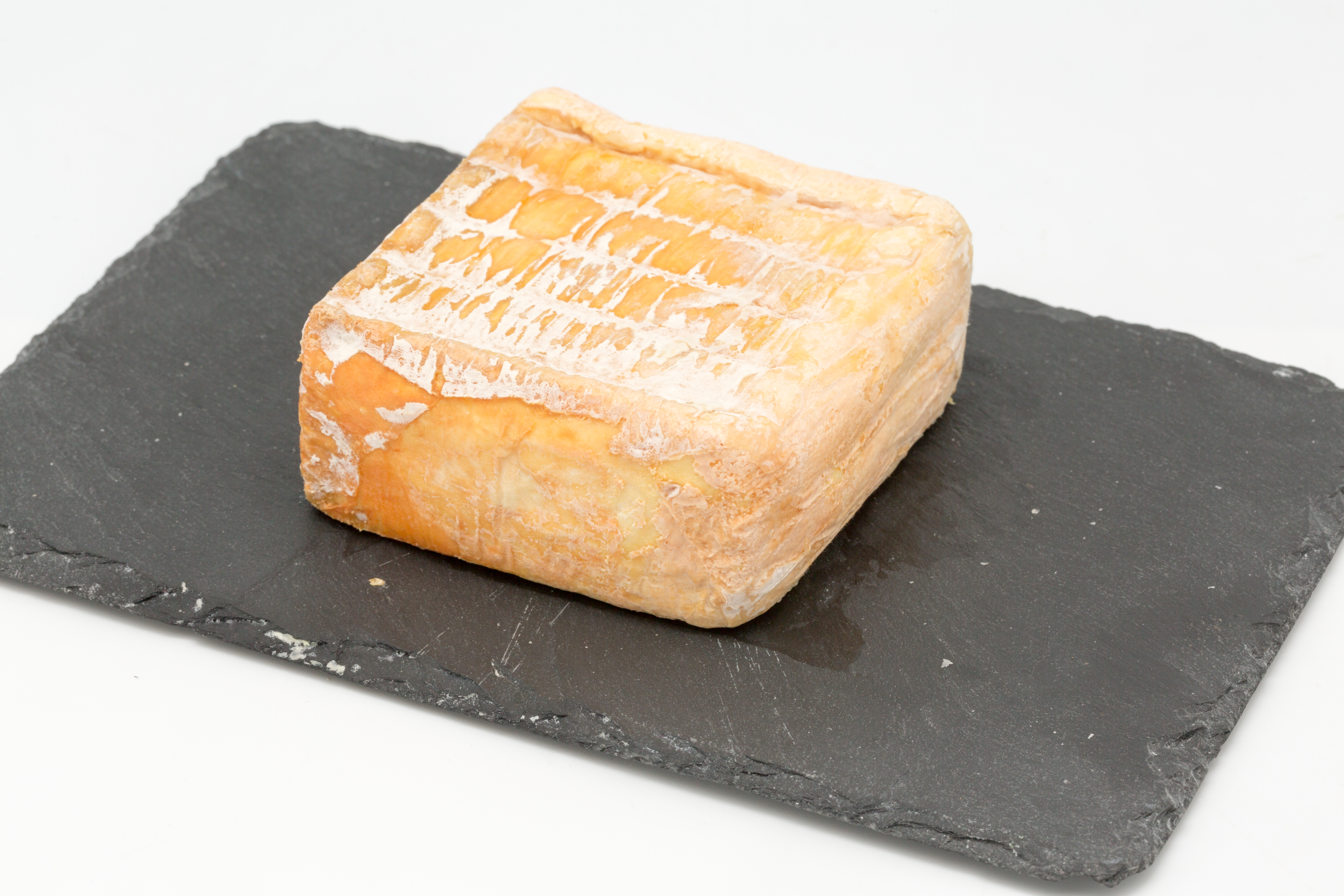
Manicamp.

- Bray picard (pâte molle à croûte fleurie) d'Héricourt-sur-Thérain
- Cloître fumé
- Choquoise (pâte à tartiner de rollot)
- Dauphin
- Fromage de chèvre d'Acheux-en-Vimeu « Bêees de Somme »
- Fromage de chèvre fermier de Belleuse
- Fromage de chèvre fermier de Canaples
- Fromage de chèvre fermier du Mesnil-Saint-Firmin
- Fromage de chèvre du moulin de Prouville
- Manicamp
- Petit Gerberoy
- Rollot
- Fromage « Le Petit Noyonnais » par la fromagerie de Guiscard
- Tomme au foin
- Mimolette d'Éplessier
- « Pavet » (pâte molle à croûte lavée) d'Éplessier
- « Pont Neuf » d'Éplessier
- « Triple crème » d'Éplessier
- Tommes d'Éplessier

### Pâtisserie

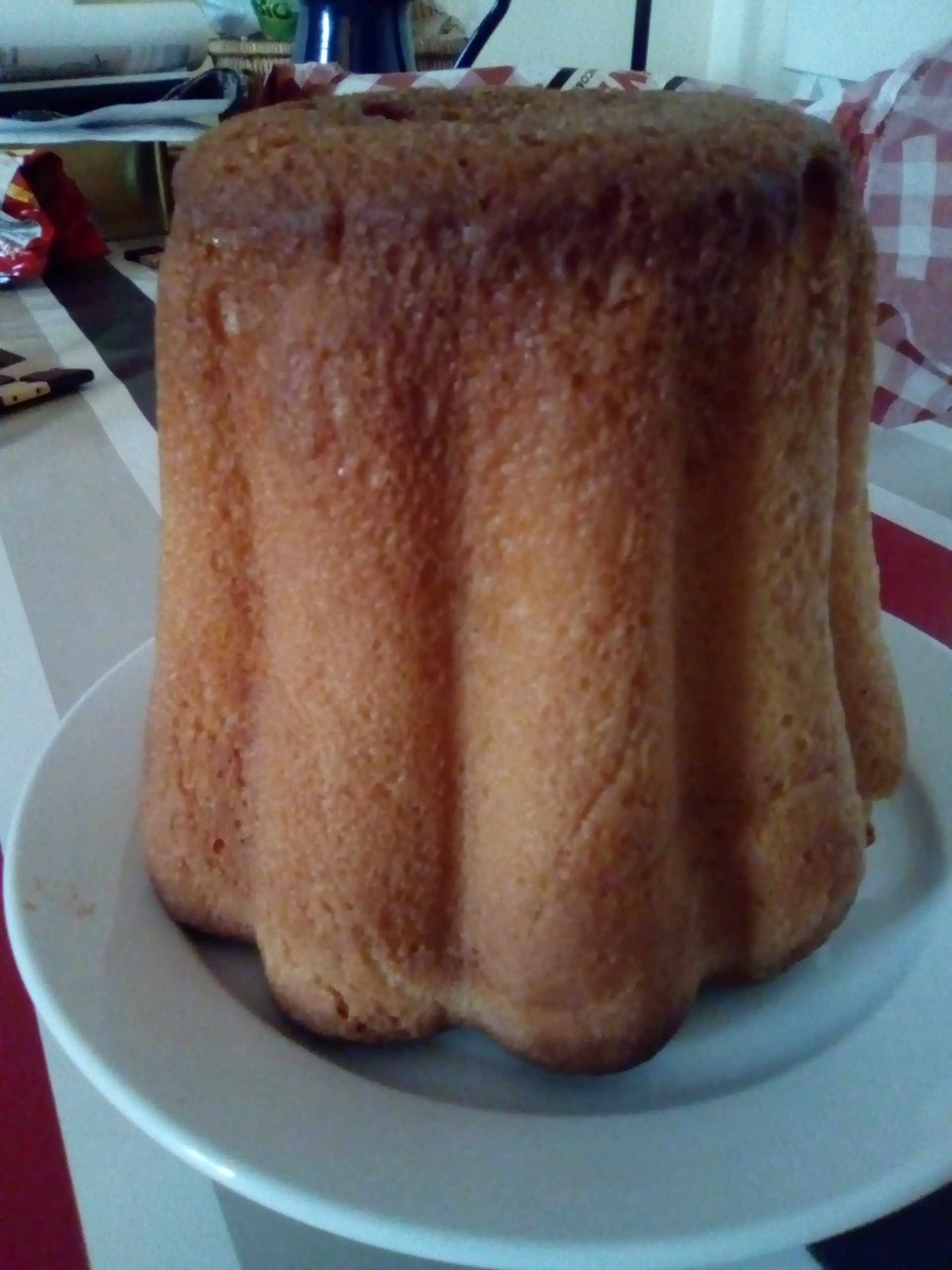
Gâteau battu.

- Cugnot

- Galopin
- Galuchon
- Gâteau battu
- Gaufre d'Albert
- Gouatchale
- Dariole d'Amiens
- Flan beauvaisien
- Rabotte picarde
- Tarte à l'badrée

### Confiseries
- Macaron d'Amiens
- Tuile d'Amiens au chocolat

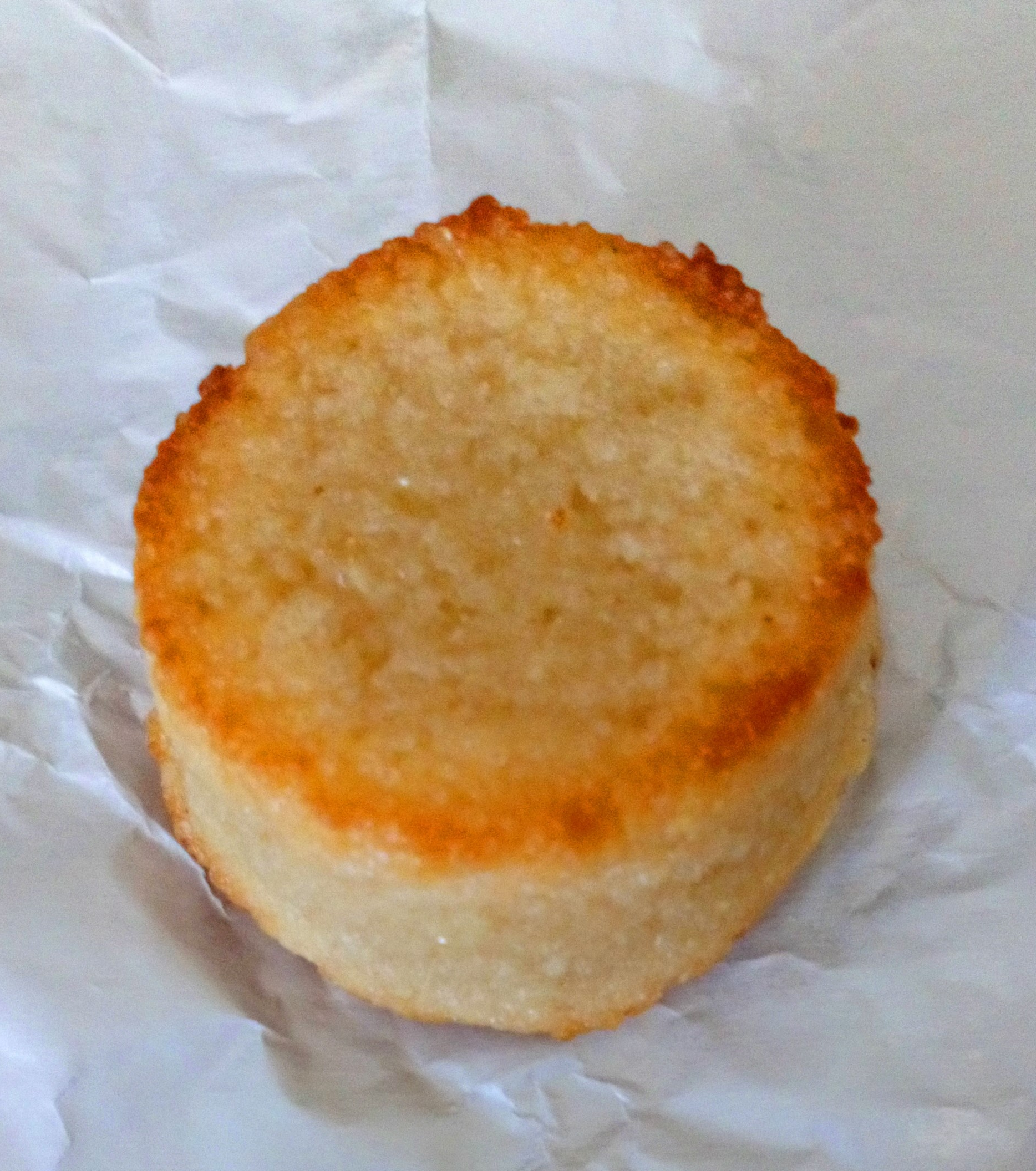
Macaron d'Amiens.

- Pâte de fruit au coquelicot d'Albert
- Pavé de Corbie
- Picantin de Compiègne
- Haricot de Soissons